# Ryōan-ji
Ryōan-ji (en japonès: 竜安寺 o 龍安寺, 'Temple del repòs del drac') és un temple Zen situat al nord-oest de Kyoto. Forma part del Patrimoni de la Humanitat de la UNESCO. El temple pertany a l'escola Myōshin-ji de la branca Rinzai del Budisme Zen.
L'indret del temple pertanyia abans al clan Fujiwara.
El nom del temple evoca el seu cèlebre jardí de pedra, d'estil karesansui, que és considerat com una de les obres mestres de la cultura japonesa. Es pensa que el jardí data de la fi del segle xv. El jardí es compon simplement de sorra blanca harmoniosament rasclada sobre la qual hi són disposades 15 pedres molsoses repartides al ritme de set, cinc i tres. Les pedres han estat disposades de tal manera que no sigui possible veure les 15 pedres a la vegada, sigui quina sigui la posició de l'observador.
El tsukubai constitueix l'altre interès del temple. La base de forma quadrada fa referència al kanji «口» (kuchi) que significa 'boca'. A cada costat del quadrat hi ha gravat un signe que, associat a «口» dona a cada vegada un nou 吾, 唯, 足, 知. Associant-los, s'obté la frase «ware, tada taru wo shiru», 'conec només la satisfacció' (sobreentès, no tinc molt), un concepte car a l'esfera d'influència Zen del Budisme.
Davant els edificis del temple s'hi troba un llac, sovint eclipsat pel renom del jardí de pedra. S'hi troba una illa amb un petit altar a la qual s'accedeix passant per un torii.

## Images

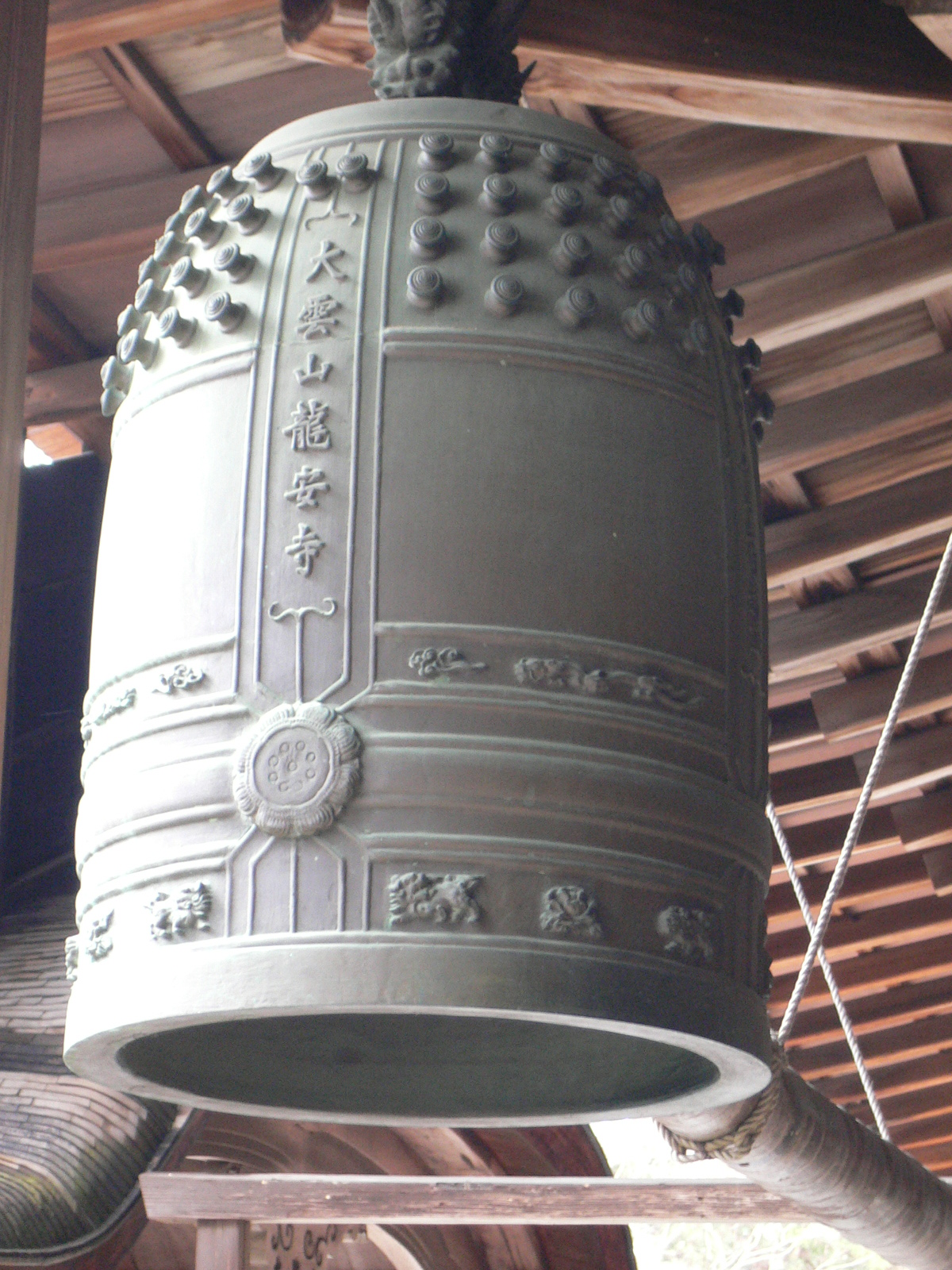
Gong del temple de Ryōanji
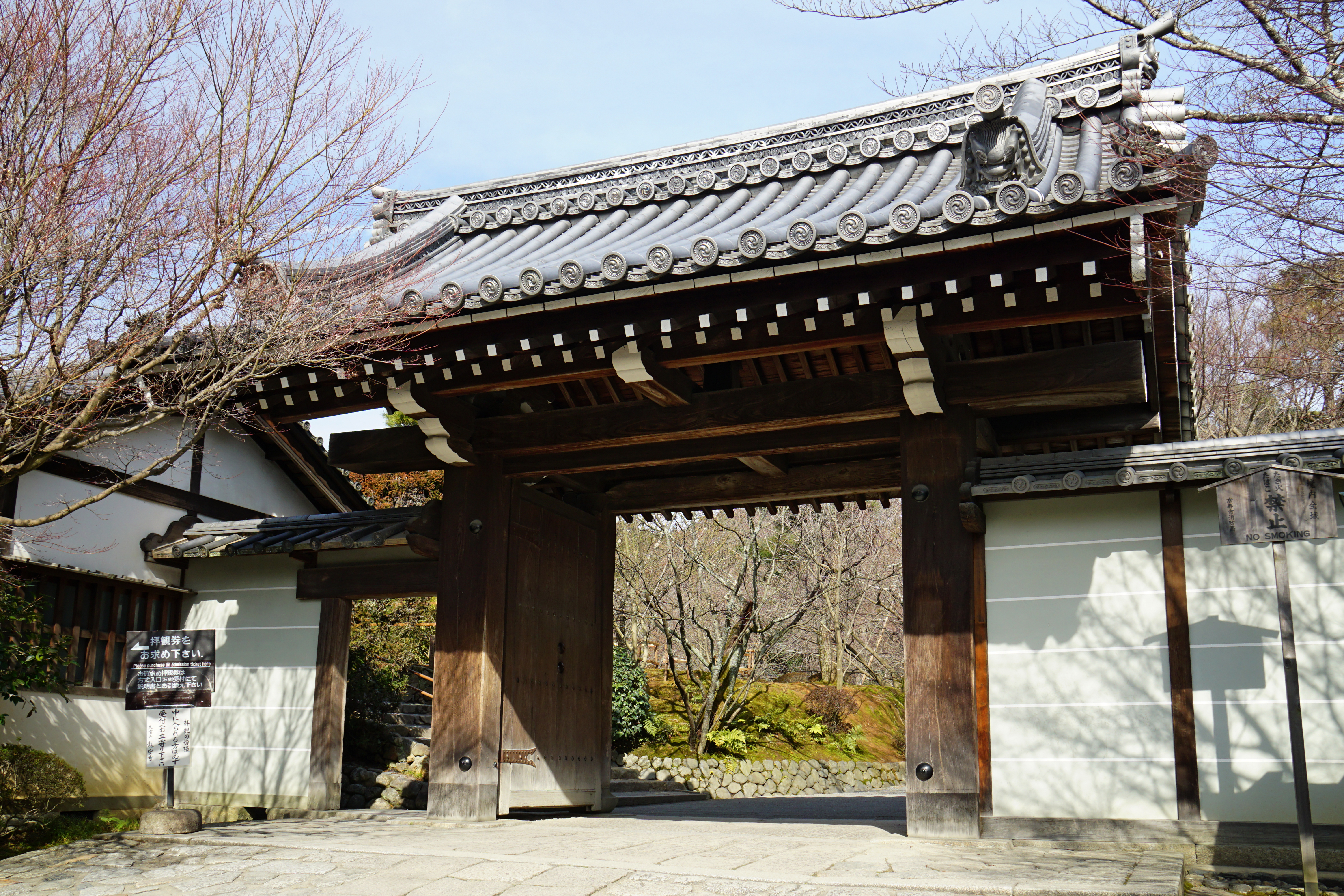
San-mon (porta) del temple
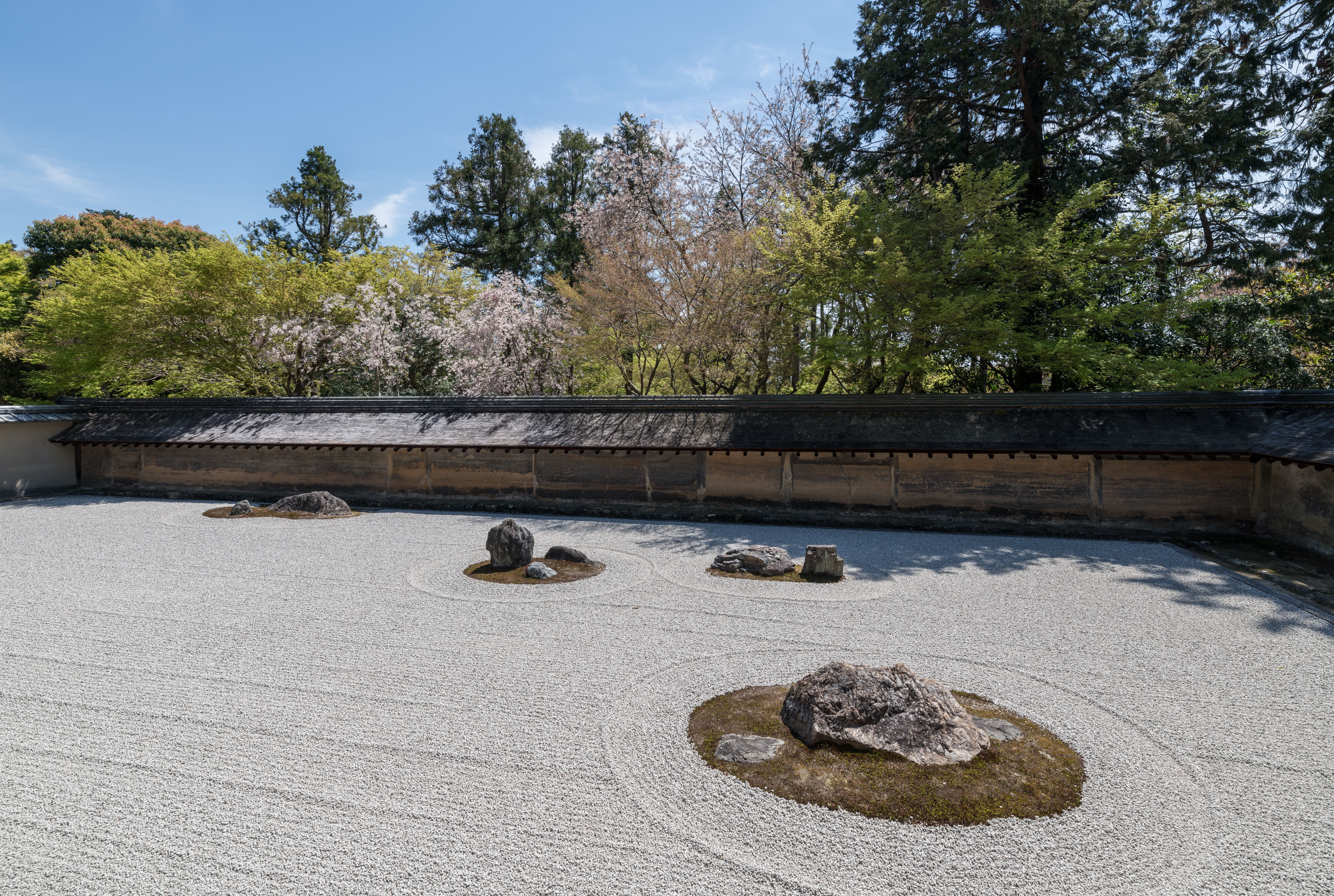
Jardí zen
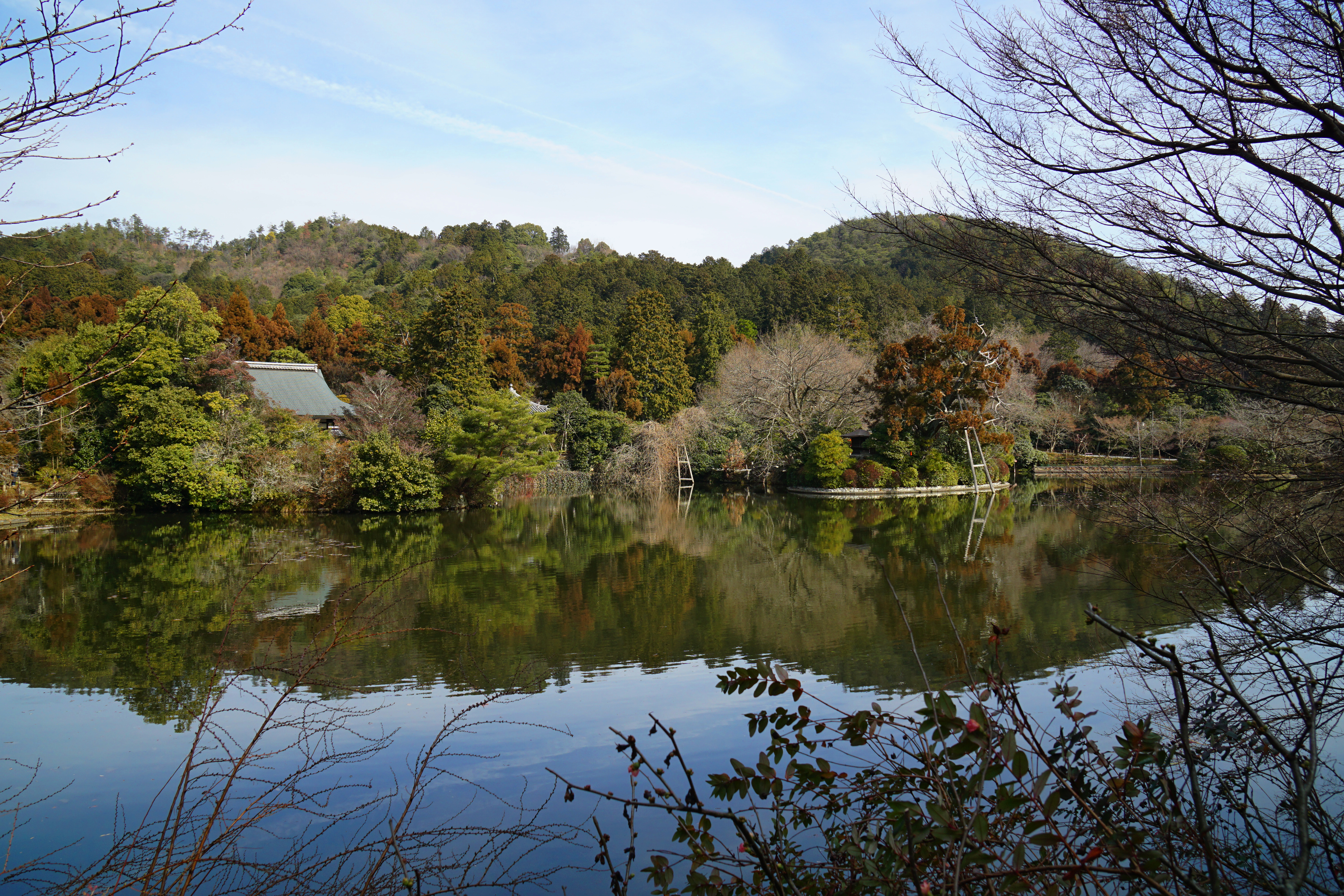
Jardins de Ryoan-ji
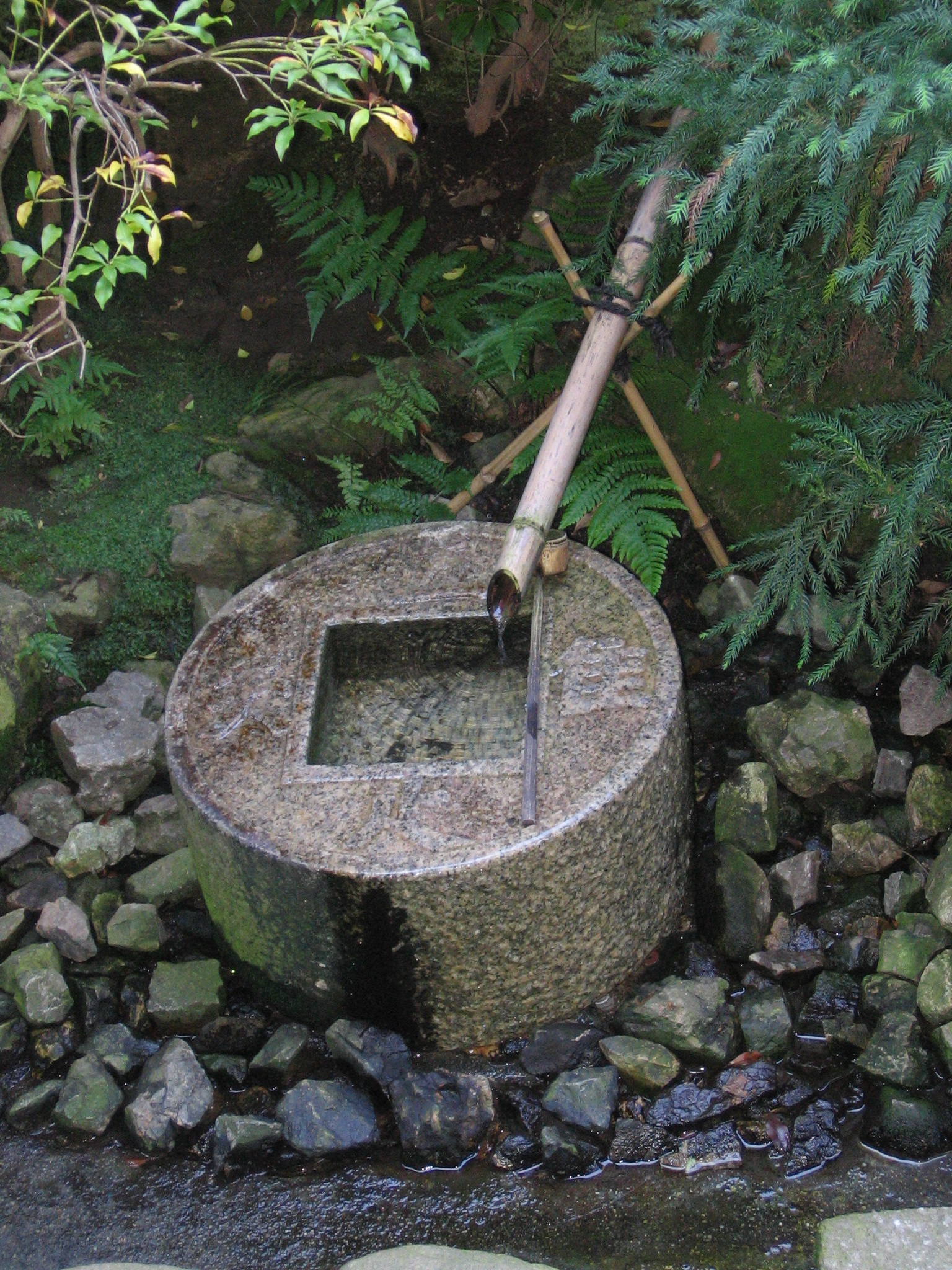
Tsukubai